# Liste der Bodendenkmäler in Tschirn
Auf dieser Seite sind die Bodendenkmäler in der oberfränkischen Gemeinde Tschirn zusammengestellt. Diese Tabelle ist eine Teilliste der Liste der Bodendenkmäler in Bayern. Grundlage ist die Bayerische Denkmalliste, die auf Basis des Bayerischen Denkmalschutzgesetzes vom 1. Oktober 1973 erstmals erstellt wurde und seither durch das Bayerische Landesamt für Denkmalpflege geführt wird. Die folgenden Angaben ersetzen nicht die rechtsverbindliche Auskunft der Denkmalschutzbehörde.

## Bodendenkmäler der Gemeinde Tschirn
| Lage               | Objekt | Akten-Nr.     | Bild |
| ------------------ | --- | ------------- | ---- |
| Tschirn (Standort) | Mittelalterlicher Burgstall. Siehe auch: Burgstall Tschirn                                                                         | D-4-5534-0004 |      |
| Tschirn (Standort) | Befunde des Mittelalters und der frühen Neuzeit im Bereich der alten, abgegangenen Katholischen Pfarrkirche St. Jakob von Tschirn. | D-4-5534-0028 |      |